# Menjagrà de Barbados
El menjagrà de Barbados (Loxigilla barbadensis) és un ocell de la família dels tràupid (Thraupidae).

## Hàbitat i distribució
Habita els boscos de l'illa de Barbados.